# Grosser Preis des Kantons Aargau 1987
Il Grosser Preis des Kantons Aargau 1987, ventiquattresima edizione della corsa, si svolse il 1º agosto su un percorso di 206 km, con partenza e arrivo a Gippingen. Fu vinto dall'olandese Adrie van der Poel della PDM-Ultima-Concorde davanti al suo connazionale Frans Maassen e allo svizzero Othmar Häfliger.

## Ordine d'arrivo (Top 10)
| Pos. | Corridore          | Squadra                         | Tempo    |
| ---- | ------------------ | ------------------------------- | -------- |
| 1    | Adrie van der Poel | PDM-Ultima-Concorde             | 4h42'37" |
| 2    | Frans Maassen      | Superconfex-Kwantum Hallen-Yoko | s.t.     |
| 3    | Othmar Häfliger    | Toshiba-Look-La Vie Claire      | s.t.     |
| 4    | Marnix Lameire     | ADR-Fangio-IOC-MBK              | s.t.     |
| 5    | Nico Verhoeven     | Superconfex-Kwantum Hallen-Yoko | s.t.     |
| 6    | Hans Daams         | PDM-Ultima-Concorde             | s.t.     |
| 7    | Kurt Steinmann     | Isotonic-Cyndarella             | s.t.     |
| 8    | Rolf Järmann       | Isotonic-Cyndarella             | s.t.     |
| 9    | Marcus Eberli      | Isotonic-Cyndarella             | s.t.     |
| 10   | Michel Cornelisse  | Superconfex-Kwantum Hallen-Yoko | s.t.     |